# Кубешкова, Анна
А́нна Кубе́шкова (чеш. Anna Kubešková; род. 30 октября 1989, Прага) — чешская кёрлингистка.
Двенадцатитикратная чемпионка Чехии среди женщин, четырёхкратная чемпионка Чехии среди смешанных пар, четырёхкратная чемпионка Чехии среди юниоров.
Играет на позиции четвёртого. Скип своей команды.

## Достижения
- Чемпионат Чехии по кёрлингу среди женщин: золото (2010, 2013, 2015, 2016, 2017, 2018, 2019, 2020, 2022, 2023, 2024, 2025), серебро (2009, 2014), бронза (2006).
- Чемпионат Чехии по кёрлингу среди смешанных команд: серебро (2012, 2013, 2014).
- Чемпионат Чехии по кёрлингу среди смешанных пар: золото (2008, 2009, 2014, 2015).
- Первенство Европы по кёрлингу среди юниоров: серебро (2007, 2009), бронза (2008).
- Чемпионат Чехии по кёрлингу среди юниоров: золото (2007, 2008, 2009, 2010), серебро (2006).

## Команды
| Сезон                                              | Четвёртый         | Третий                   | Второй             | Первый             | Запасной                                       | Тренер        | Турниры                                           |
| -------------------------------------------------- | ----------------- | ------------------------ | ------------------ | ------------------ | ---------------------------------------------- | ------------- | ------------------------------------------------- |
| 2005—06                                            | Камила Мошова     | Ленка Черновска          | Линда Климова      | Анна Кубешкова     | Тереза Плишкова                                |               | ПЕЮ 2006 (5 место)                                |
| 2006—07                                            | Анна Кубешкова    | Линда Климова            | Тереза Плишкова    | Michaela Nadherova | Луиза Иллькова                                 |               | ПЕЮ 2007 · ЧМЮ 2007 (9 место)                     |
| 2007—08                                            | Анна Кубешкова    | Линда Климова            | Тереза Плишкова    | Michaela Nadherova | Камила Мошова                                  |               | ПЕЮ 2008                                          |
| 2008—09                                            | Анна Кубешкова    | Линда Климова            | Тереза Плишкова    | Элишка Яловцова    | Мартина Стрнадова                              |               | ПЕЮ 2009 · ЧМЮ 2009 (7 место)                     |
| 2009—10                                            | Анна Кубешкова    | Тереза Плишкова          | Мартина Стрнадова  | Зузана Гайкова     | Вероника Гердова                               |               | ЧМЮ 2010 (8 место)                                |
| 2010—11                                            | Анна Кубешкова    | Тереза Плишкова          | Вероника Гердова   | Элишка Яловцова    | Луиза Иллькова                                 | Карел Кубешка | ЧЕ 2010 (11 место)                                |
| 2010—11                                            | Анна Кубешкова    | Тереза Плишкова          | Paula Proksikova   | Элишка Яловцова    | Мартина Стрнадова                              |               | ЧМЮ 2011 (9 место)                                |
| 2010—11                                            | Анна Кубешкова    | Тереза Плишкова          | Луиза Иллькова     | Элишка Яловцова    | Вероника Гердова                               |               | ЧМ 2011 (12 место)                                |
| 2010—11                                            | Анна Кубешкова    | Линда Климова            | Тереза Плишкова    | Элишка Яловцова    | Камила Мошова                                  |               | ЗУ 2011 (7 место)                                 |
| 2011—12                                            | Анна Кубешкова    | Тереза Плишкова          | Вероника Яловцова  | Луиза Иллькова     | Вероника Гердова                               |               |                                                   |
| 2012—13                                            | Линда Климова     | Камила Мошова            | Анна Кубешкова     | Катержина Урбанова | Тереза Плишкова                                |               | ЧЕ 2012 (8 место)                                 |
| 2012—13                                            | Анна Кубешкова    | Тереза Плишкова          | Клара Сватонова    | Вероника Гердова   |                                                |               |                                                   |
| 2013—14                                            | Анна Кубешкова    | Тереза Плишкова          | Клара Сватонова    | Вероника Гердова   | Мартина Стрнадова                              |               |                                                   |
| 2013—14                                            | Анна Кубешкова    | Тереза Плишкова          | Мартина Стрнадова  | Клара Сватонова    | Вероника Гердова                               |               | ЧЕ 2013 (6 место)                                 |
| 2013—14                                            | Анна Кубешкова    | Тереза Плишкова          | Клара Сватонова    | Вероника Гердова   | Альжбета Баудишова                             |               | ЧМ 2014 (9 место)                                 |
| 2014—15                                            | Анна Кубешкова    | Тереза Плишкова          | Клара Сватонова    | Вероника Гердова   | Альжбета Баудишова                             |               |                                                   |
| 2015—16                                            | Анна Кубешкова    | Альжбета Баудишова       | Тереза Плишкова    | Клара Сватонова    | Эжен Колчевская                                |               | ЧЕ 2015 (12 место)                                |
| 2015—16                                            | Анна Кубешкова    | Тереза Плишкова          | Клара Сватонова    | Альжбета Баудишова |                                                |               |                                                   |
| 2016—17                                            | Анна Кубешкова    | Альжбета Баудишова       | Тереза Плишкова    | Клара Сватонова    | Эжен Колчевская                                |               | ЧЕ 2016 (4 место) ЧМ 2017 (7 место)               |
| 2017—18                                            | Анна Кубешкова    | Альжбета Баудишова       | Тереза Плишкова    | Клара Сватонова    | Эжен Колчевская                                | Карел Кубешка | ЧЕ 2017 (7 место) ЧМ 2018 (6 место)               |
| 2018—19                                            | Анна Кубешкова    | Альжбета Баудишова       | Тереза Плишкова    | Эжен Колчевская    | Eliska Soukupova                               | Карел Кубешка | ЧЕ 2018 (8 место)                                 |
| 2019—20                                            | Анна Кубешкова    | Альжбета Баудишова       | Петра Винсова      | Эжен Колчевская    | Михаэла Баудишова                              | Карел Кубешка | ЧЕ 2019 (6 место)                                 |
| 2019—20                                            | Анна Кубешкова    | Альжбета Баудишова       | Михаэла Баудишова  | Эжен Колчевская    | Петра Винсова                                  | Карел Кубешка | ЧЧЖ 2020 · ЧМ 2021 (12 место)                     |
| 2021—22                                            | Анна Кубешкова    | Альжбета Баудишова       | Михаэла Баудишова  | Эжен Колчевская    | Клара Сватонёва                                | Карел Кубешка | ЧЕ 2021 (9 место) ЗОИ 2022 (квал. 2021) (9 место) |
| 2021—22                                            | Анна Кубешкова    | Эжен Колчевская          | Альжбета Баудишова | Михаэла Баудишова  | Клара Сватонёва, Петра Винсова                 | Карел Кубешка | ЧЧЖ 2022                                          |
| 2022—23                                            | Aneta Müllernová  | Альжбета Анна Зелингрова | Клара Сватонёва    | Михаэла Баудишова  | Анна Кубешкова, Эжен Колчевская, Петра Винсова | Карел Кубешка | ЧЧЖ 2023                                          |
| 2023—24                                            | Анна Кубешкова    | Михаэла Баудишова        | Aneta Müllernová   | Клара Сватонёва    | Karolína Špundová                              | Карел Кубешка | ЧЕ 2023 (9 место)                                 |
| 2023—24                                            | Анна Кубешкова    | Альжбета Анна Зелингрова | Михаэла Баудишова  | Karolína Špundová  | Aneta Müllernová, Клара Сватонёва              | Карел Кубешка | ЧЧЖ 2024                                          |
| 2024—25                                            | Михаэла Баудишова | Альжбета Анна Зелингрова | Aneta Müllernová   | Karolína Špundová  | Анна Кубешкова                                 |               | ЧЧЖ 2025                                          |
| Кёрлинг среди смешанных команд (mixed curling)     |                   |                          |                    |                    |                                                |               |                                                   |
| 2006—07                                            | Карел Кубешка     | Miroslava Vareckova      | Ludek Munzar       | Renée Lepiskova    | Милош Гоферка, Анна Кубешкова                  |               | ЧЕСК 2006 (8 место)                               |
| Кёрлинг среди смешанных пар (double mixed curling) |                   |                          |                    |                    |                                                |               |                                                   |
| 2008—09                                            | Карел Кубешка     | Анна Кубешкова           |                    |                    |                                                |               | ЧМСП 2009 (6 место)                               |
| 2009—10                                            | Карел Кубешка     | Анна Кубешкова           |                    |                    |                                                | Йиржи Цандра  | ЧМСП 2010 (9 место)                               |
| 2015—16                                            | Йиржи Цандра      | Анна Кубешкова           |                    |                    |                                                | Карел Кубешка | ЧМСП 2016 (21 место)                              |

(скипы выделены полужирным шрифтом)

## Частная жизнь
Отец Анны, Карел Кубешка — тоже кёрлингист, а также тренер по кёрлингу; в частности, много раз тренировал команду своей дочери и выступал вместе с нею в турнирах по кёрлингу для смешанных пар.